# Раян Генрі
Раян Генрі (англ. Ryan Henry; нар. 14 жовтня 1984) — колишній австралійський тенісист.
Найвищу одиночну позицію світового рейтингу — 424 місце досяг 4 серпня 2003, парну — 271 місце — 18 серпня 2003 року.
Найвищим досягненням на турнірах Великого шолома було 2 коло в парному розряді.

## Юніорські фінали турнірів Великого шолома

### Парний розряд: 2 (1–1)
| Результат | Рік  | Турнір                                 | Покриття | Партнер  | Суперники                  | Рахунок  |
| --------- | ---- | -------------------------------------- | -------- | -------- | -------------------------- | -------- |
| Перемога  | 2002 | Відкритий чемпіонат Австралії з тенісу | Тверде   | Тодд Рід | Флорін Мерджа Горія Текеу  | без гри  |
| Поразка   | 2002 | Відкритий чемпіонат Франції з тенісу   | Ґрунт    | Тодд Рід | Маркус Баєр Філіпп Пецшнер | 5–7, 4–6 |

## Фінали ATP Челленджер і ITF Ф'ючерс

### Парний розряд: 1 (1–0)
| Легенда              |
| -------------------- |
| ATP Челленджер (0–0) |
| ITF Ф'ючерс (1–0)    |

| Фінали за покриттям |
| ------------------- |
| Тверде (0–0)        |
| Ґрунт (1–0)         |
| Трава (0–0)         |
| Килим (0–0)         |

| Результат | В-П | Дата     | Турнір                  | Рівень  | Покриття | Партнер      | Суперники                | Рахунок  |
| --------- | --- | -------- | ----------------------- | ------- | -------- | ------------ | ------------------------ | -------- |
| Перемога  | 1–0 | Бер 2005 | Австралія F3, Beaumaris | Ф'ючерс | Ґрунт    | Кріс Гуччоне | Ейлун Джонс Паул Лоґтенс | 7–5, 6–2 |